# Alcindo Martha de Freitas
Alcindo Martha de Freitas, beter bekend als Alcindo (Sapucaia do Sul, 31 maart 1945 - Porto Alegre, 27 augustus 2016) was een Braziliaanse voetballer. 

## Biografie
Alcindo werd op jonge leeftijd ontdekt door Grêmio. Deze club leende hem in 1963 uit aan Rio Grande, de oudste nog bestaande club van het land. Na één seizoen maakte hij dan ook zijn opwachting in het eerste elftal van Grêmio. Samen met João Carlos Severiano vormde hij een sterk aanvalsduo. Van 1964 tot 1968 won hij met de club het Campeonato Gaúcho. 
In 1972 trok hij naar Santos, de club van tanende ster Pelé, waarmee hij een jaar later het Campeonato Paulista won. In 1973 trok hij naar het Mexicaanse Jalisco en daarna Club América. In 1976 werd hij met América landskampioen. In 1977 keerde hij terug naar Grêmio waar hij opnieuw staatskampioen mee werd. 
Hij speelde ook zeven wedstrijden voor de nationale ploeg en zat in de selectie voor het WK 1966, waar Brazilië in de eerste ronde uitgeschakeld werd. 
Alcindo overleed op 71-jarige leeftijd.